# Rhinolophus sinicus
Rhinolophus sinicus är en fladdermusart som ingår i släktet Rhinolophus och familjen hästskonäsor.

## Underarter
Catalogue of Life listar två underarter:
- Rhinolophus sinicus sinicus K. Andersen, 1905
- Rhinolophus sinicus septentrionalis Sanborn, 1939

## Beskrivning
Som alla hästskonäsor har arten flera hudflikar kring näsan. Flikarna brukas för att rikta de överljudstoner som används för ekolokalisation. Till skillnad från andra fladdermöss som använder sig av överljudsnavigering produceras nämligen tonerna hos hästskonäsorna genom näsan, och inte som annars via munnen.
Arten är en medelstor fladdermus med en underarmslängd på 4,5 till 5,2 cm, en öronlängd på 1,6 till 2,1 cm och en vikt mellan 10 och 12,5 g. Ekolokalisationslätet har en frekvens mellan 80 och knappt 90 kHz. Pälsfärgen varierar mellan orange över rödbrun till gråbrun. Ögonen är små, medan öronen, som framgår ovan, är stora.

## Utbredning
Utbredningsområdet sträcker sig från norra Indien över Nepal till södra och centrala Kina, Myanmar samt Vietnam.

## Ekologi
Arten lever i flera olika habitat, ofta geografiskt styrda: I Sydasien förekommer den främst i fuktiga bergsskogar, och söker daglega i grottor, medan den i Nepal lever i kulturskog långt från några grottsystem. I norra Burma förekommer den i tätvuxen, tropisk regnskog med bambuvegetation. I Vietnam har ett fynd gjorts i en grotta i ett område med blandat lantbruk och kulturskog. Arten vistas på höjder mellan 500 och 2 800 m.

## Bevarandestatus
IUCN har klassificerat arten som livskraftig ("LC"). Arten förefaller vanlig i södra Kina, men i Sydasien minskar den, främst på grund av habitatförlust till följd av skogsavverkning.